# Dörfl (Gemeinde Gurk)
Dörfl ist eine Ortschaft in der Gemeinde Gurk im Bezirk Sankt Veit an der Glan in Kärnten (Österreich). Die Ortschaft hat 19 Einwohner (Stand 1. Jänner 2024).

## Lage
Die Ortschaft liegt auf dem Gebiet der Katastralgemeinde Pisweg, ostsüdöstlich des Gemeindehauptorts Gurk bzw. nordöstlich des Pfarrorts Pisweg, auf dem nördlichen Höhenzug der Wimitzer Berge, im Bereich der Wasserscheide zwischen dem mittleren Gurktal im Norden, dem Bergwerksgraben im Osten und der Wimitz im Süden. Die zur Ortschaft gehörenden Häuser befinden sich zwar nur etwa 2 bis 2 ½ km Luftlinie östlich bis südöstlich von Gurk, der Fußweg beträgt jedoch die doppelte Länge, und die jeweils kürzeste Straßenverbindung von den zu Dörfl gehörenden Häusern nach Gurk misst sogar bis zu etwa 11 km Länge.

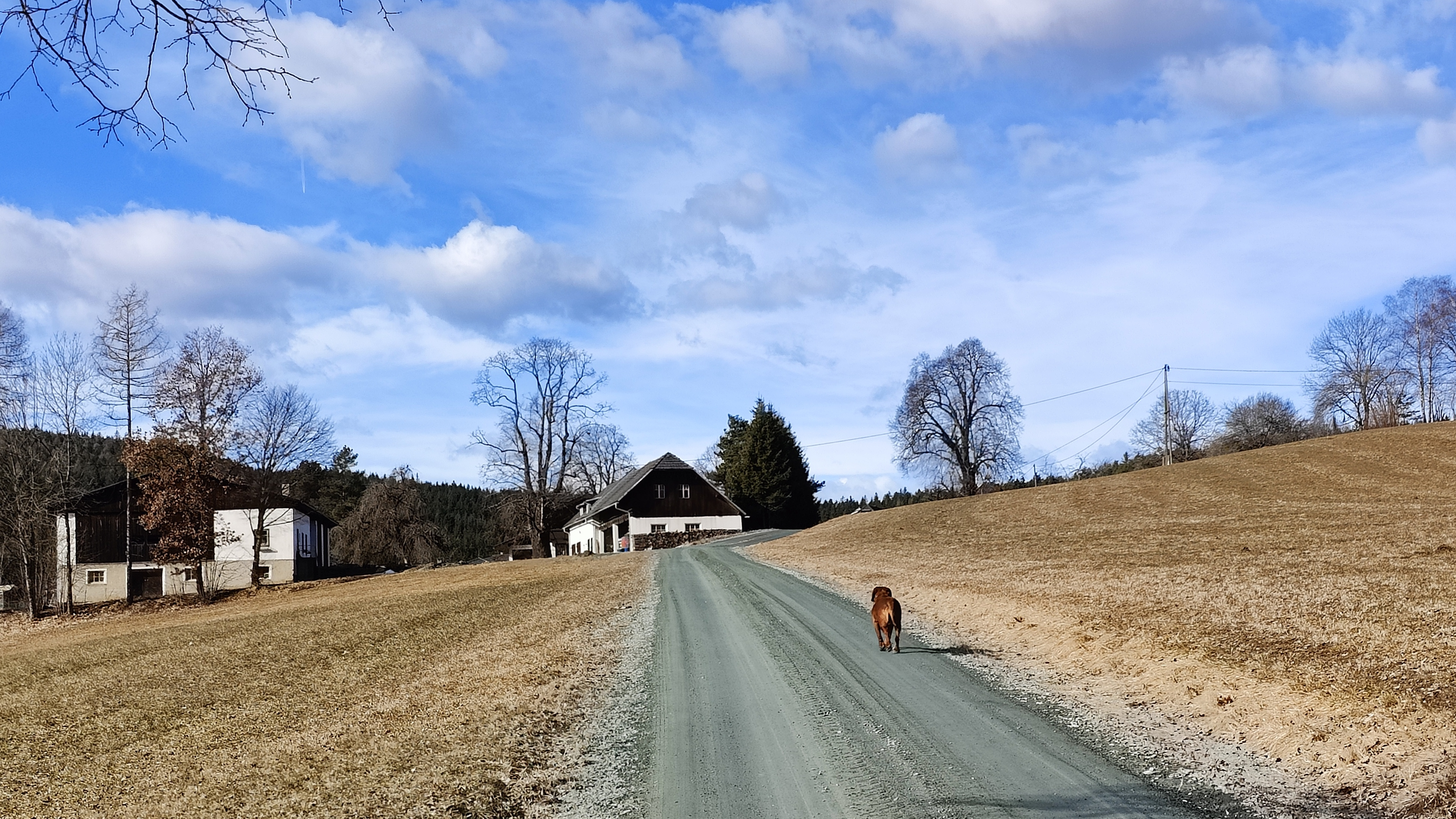
Dörfl

Dörfl im engeren Sinn liegt sonnseitig auf etwa 920 m Höhe und umfasst die Höfe Lampele in Dörfl (Haus Nr. 5) und Marschnig in Dörfl (Nr. 6) samt Nebengebäuden. Etwas nordnordöstlich davon, auf etwa 950 m Höhe, liegen die Häuser Türkolitzer (Nr. 2), Obere Türkolitzerkeusche (Nr. 3) und Wurzer in Dörfl (Nr. 4). Weiter nördlich liegen in 1000 m auf der sogenannten Flatt der Hof Flattner in Dörfl (Nr. 1; ehemals vulgo Jakel) und das ehemalige Jagdhaus (Nr. 9, vulgo Kogelnig, bis 2016 zur Gemeinde Straßburg gehörend).

## Geschichte

### Dörfl, Ortschaft der Gemeinde Gurk
Der überwiegende Teil der heutigen Ortschaft Dörfl befand sich bei Einführung der Katastralgemeinden auf dem Gebiet der Katastralgemeinde Leiten und gehörte somit in der ersten Hälfte des 19. Jahrhunderts zum Steuerbezirk Kraig und Nußberg. Bei Gründung der Ortsgemeinden Mitte des 19. Jahrhunderts kam Dörfl an die Gemeinde Pfannhof. Nach deren Auflösung 1899 kam Dörfl an die damals neu errichtete Gemeinde Kraig. 1923 wurden Dörfl, Zedl und Zabersdorf von der Gemeinde Kraig an die Gemeinde Pisweg abgetreten; daher wurden hier auch die Katastralgemeindegrenzen geändert, so dass diese Orte nun in der Katastralgemeinde Pisweg statt in der Katastralgemeinde Leiten liegen. Seit der Auflösung der Gemeinde Pisweg im Zuge der Gemeindestrukturreform 1972 gehört Dörfl zur Gemeinde Gurk.
Der Hof vulgo Flattner auf der Flatt wurde zeitweise als Ortschaftsbestandteil Flatt der Ortschaft Dörfl eigens ausgewiesen.
2016 kam es zu einem Gebietstausch zwischen den Gemeinden Gurk und Straßburg. Das bis dahin zu Straßburg gehörende ehemalige Jagdhaus auf der Flatt, das schon seit vielen Jahrzehnten nur mehr über Gurker Gebiet erreichbar war, gehört nun ebenfalls zur Gemeinde Gurk und zu deren Ortschaft Dörfl.

### Dörfl, ehemalige Ortschaft der Gemeinde Straßburg

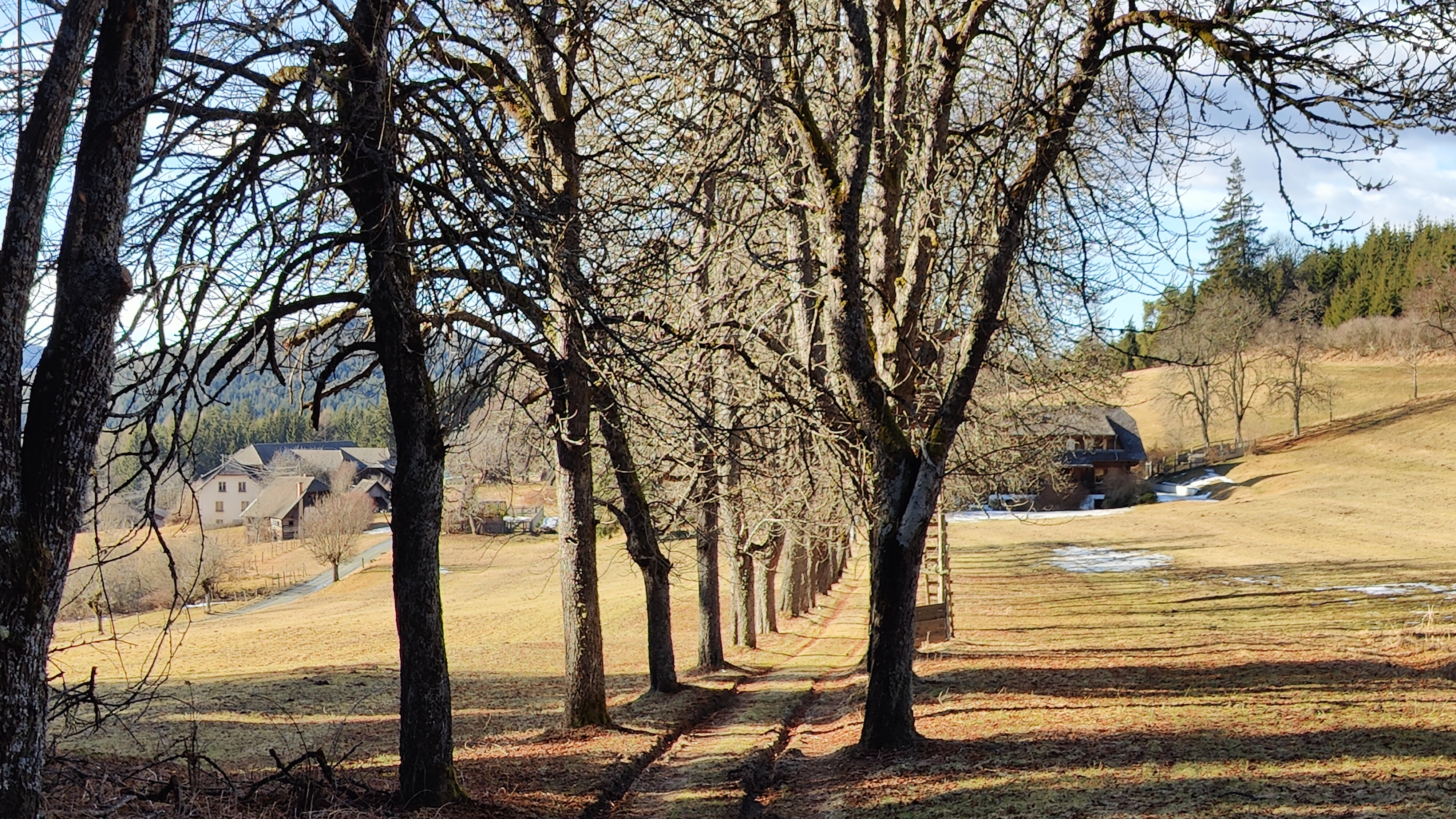
Flatt. im Hintergrund rechts von der Allee das früher zur Gemeinde Straßburg gehörende Jagdhaus

Das ehemalige Jagdhaus auf der Flatt (Nr. 9) gehörte bis 2016 zur Katastralgemeinde Straßburg Land und somit in der ersten Hälfte des 19. Jahrhunderts zum Steuerbezirk Straßburg und ab Mitte des 19. Jahrhunderts zur Gemeinde Straßburg. Daher wurde in der Gemeinde Straßburg zeitweise eine eigene Ortschaft Dörfl geführt. Einige Nebengebäude des Hofs vulgo Flattner liegen nach wie vor auf Straßburger Gebiet, werden jedoch – da es sich nicht um Wohngebäude handelt – in den Ortschaftsverzeichnissen nicht eigens erwähnt.

## Bevölkerungsentwicklung
Für den Ort ermittelte man folgende Einwohnerzahlen:
- 1869: in Gemeinde Pfannhof: 7 Häuser, 61 Einwohner[4]
- 1880: in Gemeinde Pfannhof: 8 Häuser, 61 Einwohner[5]
- 1890: in Gemeinde Pfannhof: 7 Häuser, 58 Einwohner[6]
- 1900: in Gemeinde Kraig: 7 Häuser, 58 Einwohner (davon Ortschaftsbestandteil Flatt 1 Haus, 15 Einwohner)[7]
- 1910: in Gemeinde Kraig: 7 Häuser, 44 Einwohner (davon Flatt 2 Häuser, 17 Einwohner);

in Gemeinde Straßburg: 2 Häuser, 0 Einwohner
- 1923: in Gemeinde Kraig: 7 Häuser, 43 Einwohner (davon Flatt 2 Häuser, 11 Einwohner);

in Gemeinde Straßburg: 2 Häuser, 0 Einwohner
- 1934: in Gemeinde Pisweg: 39 Einwohner;

in Gemeinde Straßburg: 0 Einwohner
- 1951: in Gemeinde Pisweg: 6 Häuser, 37 Einwohner (davon Flatt 2 Häuser, 8 Einwohner);

in Gemeinde Straßburg: 2 Häuser, 0 Einwohner.
- 1961: in Gemeinde Pisweg: 5 Häuser, 31 Einwohner (davon Flatt 1 Haus, 13 Einwohner);

in Gemeinde Straßburg: 2 Häuser, 0 Einwohner
- 2001: in Gemeinde Gurk: 8 Gebäude (davon 6 mit Hauptwohnsitz) mit 9 Wohnungen; 20 Einwohner und 1 Nebenwohnsitzfall; 7 Haushalte; 0 Arbeitsstätten, 6 land- und forstwirtschaftliche Betriebe

in Gemeinde Straßburg: 1 Gebäude (davon 1 mit Hauptwohnsitz) mit 1 Wohnung; 1 Einwohner und 0 Nebenwohnsitzfälle; 1 Haushalt; 1 Arbeitsstätte, 0 land- und forstwirtschaftliche Betriebe
- 2011: in Gemeinde Gurk: 8 Gebäude, 16 Einwohner, 6 Haushalte, 0 Arbeitsstätten;

in Gemeinde Straßburg: 1 Gebäude, 0 Einwohner, 0 Haushalte, 1 Arbeitsstätte
- 2021: 7 Gebäude, 19 Einwohner, 5 Haushalte, 5 Arbeitsstätten[15]